# Vicente Núñez
Vicente Núñez Casado (Aguilar de la Frontera, 8 de junio de 1926-ibídem, 22 de junio de 2002) fue un poeta español. Está considerado como uno de los más importantes poetas andaluces de la segunda mitad del siglo XX. Además de poeta, su obra literaria está compuesta por aforismos y diversos textos en prosa. Estuvo vinculado al Grupo Cántico.

## Biografía
Nació en Aguilar de la Frontera, Córdoba, el día 8 de junio de 1926.
Estudió Bachillerato en Cabra (Córdoba), en Lucena (Córdoba) y en el Colegio de los Jesuitas del Palo, en Málaga.
Pasó el Examen de Estado en la Universidad Central de Madrid, en 1947. Comenzó los estudios de Derecho en la Universidad de Granada que luego continuó en la Universidad de Sevilla.
Durante las milicias universitarias, en Ronda (Málaga), entabló amistad con los escritores Carlos Barral y con Antonio Gala.
A partir de 1951 comenzaron a aparecer poemas suyos en diversas publicaciones.
Entre 1953 y 1959 vive en Málaga, formando parte del grupo de poetas reunidos en torno a la revista Caracola.
En el Tercer Congreso Internacional de poesía de Santiago de Compostela, celebrado en 1954, entra en contacto con los poetas del grupo Cántico, vinculándose a la estética de este grupo de poetas y colaborando en alguno de los números de la revista Cántico.
Publica sus dos primeros libros de poemas en 1954 y en 1957.
Durante un corto periodo vive en Madrid, donde colabora con la revista Ágora.
En 1960 regresó definitivamente a Aguilar de la Frontera, su pueblo natal y tras largos años de silencio, justificados por la crisis que desencadena la muerte de su madre y la decepción del mundo literario que conoce durante su breve estancia en Madrid, volvió a publicar en 1980.
En 1982 obtuvo el Premio Nacional de la Crítica de Poesía Castellana con su poemario Ocaso en Poley. 
En 1984 se le nombró Hijo Predilecto de Aguilar de la Frontera.
En 1990 le fue concedida la Medalla de Plata de las Letras Andaluzas.En 1990, realiza el prólogo dialogado de Penumbrales de la Romeraca de Ginés Liébana con Carlos Villarrubia. Ginés, Vicente y Carlos realizarán diversas conferencias conjuntas en Bodegas Campos de Córdoba o en el Hotel Meliá de Cáceres, en torno a los hilos de la traición del grupo Cántico
Socio fundador del Ateneo de Córdoba fue nombrado Ateneista de Honor en 1990.
Falleció en Aguilar de la Frontera, Córdoba, el 22 de junio de 2002.
En mayo de 2002 le fue otorgada la Medalla de Oro del Ateneo de Córdoba y el mismo año, ya fallecido, y a título póstumo, se le concedió el Premio Andalucía-Luis de Góngora y Argote de las Letras.
En su localidad natal, se constituyó el 15 de julio de 2005, la Fundación Vicente Núñez, ideada por el propio poeta, quien planeó la creación de un espacio donde organizar actividades literarias. Orientándose tras su muerte hacia la promoción de la literatura y, en particular, de la obra del propio Vicente Nuñez, además de prestar atención a la difusión del flamenco. También se creó en su honor, en este mismo pueblo, un instituto que hoy en día lleva su nombre.
Gran amigo de Ramona Zurera Maestre, con la que pasó de ser su "maestro" en la poesía (llegando a escribir su único libro "Apenas unos versos", aunque este no sea muy conocido fuera de la localidad), a ser uno de sus mejores amigos hasta que, en el año 2002, este falleció.
Desde el año 1991 la Diputación Provincial de Córdoba convoca de manera anual un premio que lleva su nombre.

## Obras literarias

### Poemarios individuales
- Elegía a un amigo muerto. (1954)
- Tres Poemas ancestrales. (1955)
- Los días terrestres. (1957)
- Poemas ancestrales. (1980)
- Ocaso en Poley. (1982).
- Cinco epístolas a los Ipagrenses. (1984)
- Teselas para un mosaico. (1985)
- Sonetos como pueblos. (1989)
- Himnos y texto. (1989)
- La cometa. (1989)
- La gorriata. (1990)
- Rojo y sepia. (1987, publicado en 2007)

### Antologías poéticas
- Poemas. (1987)
- Antología poética. (1987)
- Poesía (1954-1986). (1988)
- Poemas. (1993)
- Poesía (1954-1990). (1995)
- Poemas (1997).
- Viaje al retorno. (2000)
- El fulgor de los días. (2002)
- Mío amor. (2003)
- Dime que te quiero. (2004)
- Carmina. (2005)
- Plaza octogonal : poesía reunida 1951-2002. (2008)
- Poesía y sofismas I : poesía (2009)

### Aforismos
- Sofisma. (1994)
- Entimema. (1996)
- Sorites. (2000)
- Nuevos sofismas. (2001)

### Prosa
- Teoría del acto. (1989)
- El suicidio de las literaturas: ensayo, crítica y otros textos (1952-1999) (2002). Edición de Francisco Javier Torres